# Bergslagen, Ronneby
Bergslagen är den äldsta stadsdelen i Ronneby och ligger i stadens centrum runt Heliga Kors kyrka.
Bebyggelsen har förskonats från de stadsbränder som drabbat Ronneby och på så vis står den äldsta bebyggelsen fortfarande kvar i en gatustruktur som härstammar från medeltiden. Husen är låga, maximalt två våningar höga och är byggda mellan allt från början av 1700-talet fram till slutet av 1800-talet. Vissa nytillskott av enskilda mer sentida hus och andra byggnader har förekommit efter hand men dock begränsat i antal och anpassade till den rådande karaktären i stadsdelen. Stora delar av stadsdelen är idag skyddad i Ronneby kommuns gällande detaljplaner. Stadsdelen Bergslagen tillsammans med den västra delen av innerstaden omfattas av fornlämningen RAÄ Ronneby 214:1 som utgör den medeltida stadens utsträckning.

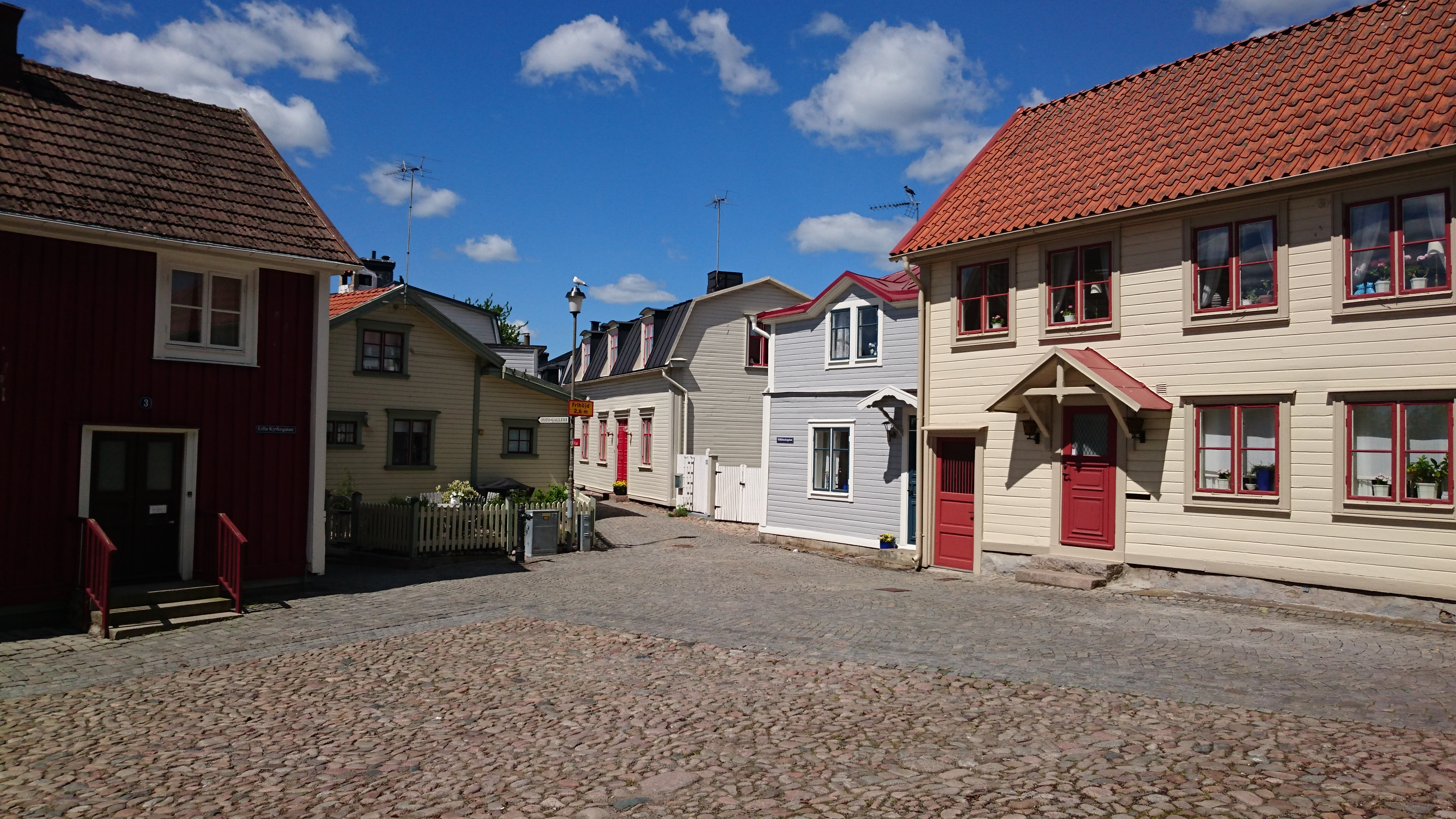
Möllebackstorget i Bergslagen Ronneby fotograferat år 2017.

## Kulturhistoriskt värdefull bebyggelse
Stadsdelen Bergslagen utgör en kulturhistoriskt värdefull bebyggelsemiljö som pekats ut av 
Länsstyrelsen i det regionala kulturminnesvårdsprogrammet för Blekinge län. Bebyggelsen skyddas mot rivning och förvanskning i de gällande stadsplaner och detaljplaner som gäller för stadsdelens olika delar. Utöver enskilda byggnader är också stadsdelens medeltida gatunät tillsammans med torgbildningar så som Möllebackstorget framträdande i bebyggelsemiljön. Även Norrebro i stadsdelens utkant har en framträdande roll för upplevelsen av stadsdelen med hänsyn till platsens topografi och upplevelsevärdet av Ronnebyåns vattenfall.

### Enskilda kulturhistoriska byggnader
- Gaddska huset
- Heliga Kors kyrka
- Massmanska kvarnen
- Mor Oliviagården
- Möllebackagården
- Vesperklockan

## Etymologi
Ursprunget till namnet Bergslagen som benämning på stadsdelen är inte klarlagt. Av Lantmäteriets historiska kartor framgår namnet bland annat av 1719 års geometriska avritning över staden Ronneby. Här framgår namnet som angivet på en av de parallellgator som ligger närmast vattenfallets dåvarande tre kvarnar. Denna gata har idag namnet Bergslagsgatan och löper i samma ursprungliga sträckning.